# Abiquiu, Novi Meksiko
Abiquiu, Abiquiú (navajo: Haʼagizh) je malo popisom određeno mjesto u okrugu Rio Arribi u američkoj saveznoj državi Novom Meksiku. 

## Povijest
Abiquiu je pueblo koji su utemeljili Španjolci na mjestu pretpovijesnog Tewa puebla Fejiu uz rijeku Chama, na području okruga Rio Ariba u Novom Meksiku. 
Pueblo je utemeljen prije 1747. godine. Bio je treće po veličini naselje u španjolskoj provinciji Santa Fe de Nuevo México. 1747. godine bio je napadnut od ratobornih Juti Indijanaca, koji su pobili dio stanovništva, a ostali su bili prisiljeni da ga napuste. Godine 1748. ponovno je naseljen i u njemu živi 20 obitelji, koje su zbog daljnjih napada Juta i Apača uskoro opet morale bježati.  
Godine 1754. mjesto se iznova naseljava, a 1779. ima 851 stanovnika. Od 1794. a možda i nešto prije počinju ga naseljavati genizarosi (danas etnička grupa Genizaro koju je Novi Meksiko priznao 2007.), indijanski roobovi i izbjeglice, poglavito Hopi.
Godine 1808. Abiquiu ima blizu 2.000 stanovnika, 122 Indijanca i 1.816 bijelaca i mestika. Godine 1854. grad je u potpunosti meksikaniziran.

## Stanovništvo
Prema podatcima popisa 2010. u Abiquiu je bio 231 stanovnik, 96 kućanstava od čega 54 obiteljska, a stanovništvo po rasi bili su 46,8% bijelci, 9,1% "američki Indijanci i aljaskanski domorodci", 36,8% ostalih rasa, 7,4% dviju ili više rasa. Hispanoamerikanaca i Latinoamerikanaca svih rasa bilo je 92,2%.

## Popularna kultura
Scene iz filma Indiana Jones i kraljevstvo kristalne lubanje snimane su u Abiquiuu, zatim filmovi Cowboys & Aliens, City Slickers, Red Dawn, Wyatt Earp, The Last Outlaw i TV serija Earth 2.

## Znamenitosti
- Eho amfiteatar
- Ghost Ranch
- rimokatolički benediktinski samostan Krista u pustinji
- Dar al-Islam, prva planirana muslimanska organizacija u SAD
- Abiquiu (jezero)
- Abiquiu (brana)